# Estación de Leça
La Estación Ferroviaria de Leça fue una plataforma ferroviaria del Ramal de Matosinhos, que servía a la localidad de Leça da Palmeira, en Portugal.

## Historia
El Ramal de Matosinhos fue construido por los empresarios Dauderni & Duparchy en 1884, para transportar piedras desde las Canteras de São Gens hasta los muelles del Puerto de Leixões; en 1893, la Compañía del Camino de Hierro de Porto a Póvoa y Famalicão comenzó a explotar servicios de pasajeros y mercancías por este ramal.

### Cierre
El 30 de junio de 1965, fue cerrada la explotación ferroviaria en el Ramal de Matosinhos.